# Ао

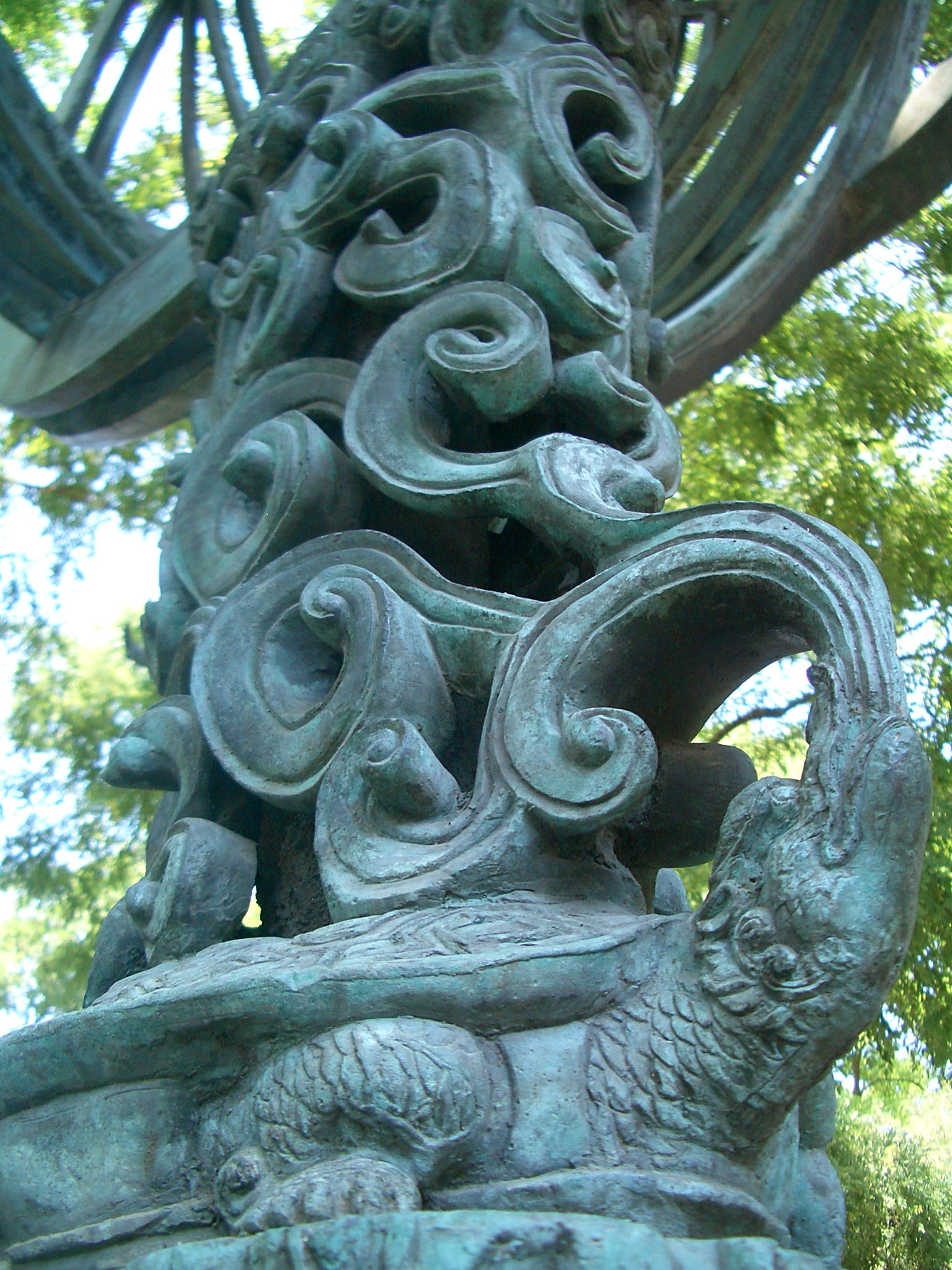
Черепаха, що підтримує армілярну сферу (модель небесної сфери) (1439 м) в пекінській обсерваторії мінської ери — мотив, можливо навіяний легендами про черепаху ат

Ао (кит. трад. 鰲, 鼇, спр. 鳌, піньїнь: Áo, акад. Ао) — в старокитайській міфології, плаваюча в морі гігантська черепаха. Часто стверджується, що на спині у неї знаходяться три священні гори — Інчжоу, Пенлай і Фанчжан, де живуть безсмертні.

## У словниках
Словник II ст. н. е. «Шовень цзєцзи» пояснює значення слова «ат» (鼇) як «морська велика черепаха» (鼇海大鼈也), при цьому використовуючи не більше загальний термін 龜 (гуй) «черепаха», а 鼈 (鳖, бе), який в даний час вживається головним чином по відношенню до прісноводних м'якотілим черепахам, особливо до китайського трионікса. В інших книгах, наприклад танської енциклопедії «Чусюецзі» (初学记, «Початок вчення») «ат» пояснюється просто як «велика черепаха» (鰲大龜也).

## Ао в легенді про ремонт неба

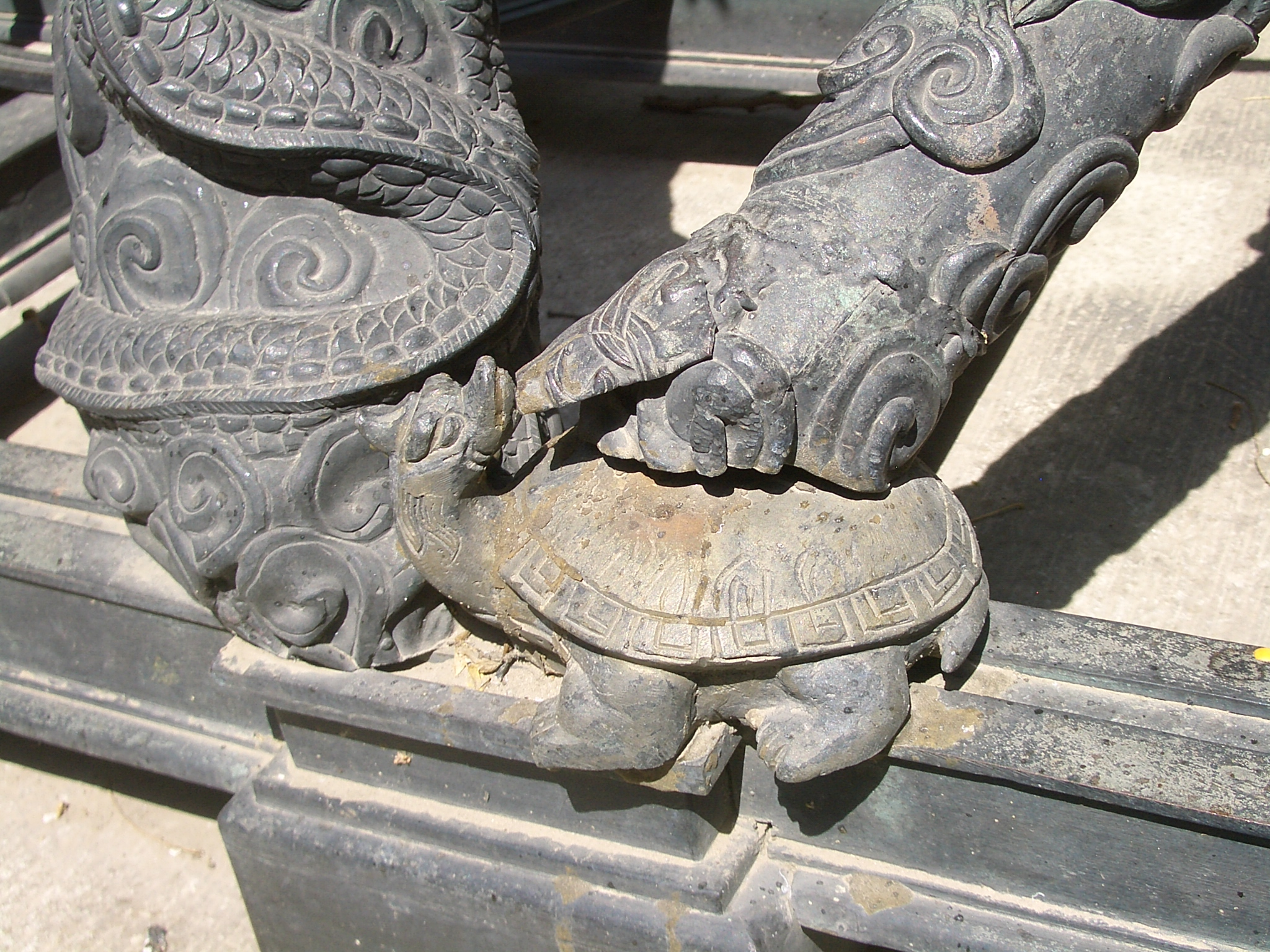
Ще одна черепаха в Пекінській обсерваторії

Ао відіграє важливу роль в поширеній легенді про ремонт неба, існуючої в ряді варіантів — напр., записаний у збірнику «Хуайнань-цзи» 139 р до н. е. або в збірнику «Луньхен» (論衡, Lunheng) близько 80 р н. е., а також в пізнішій книзі Ле-цзи. Ці легенди розповідають, що коли чотири опори, на яких тримається небо, були зламані (за однією версією, під час битви богів), щоб врятувати землю від небесного вогню і потопу, богиня Нюйва зібрала камені п'яти різних квітів, розплавила їх і залатала дірки в небосхилі, через які на землю виливалися вода і вогонь. Потім вона обрубала ноги гігантської черепахи «ат», і поставивши їх по кутах землі, підперла ними небосхил.
Таким чином, як зауважує Лайонел Джайлз (Lionel Giles), «китайський Атлант був гігантською морською черепахою».

## Ао і острови безсмертних

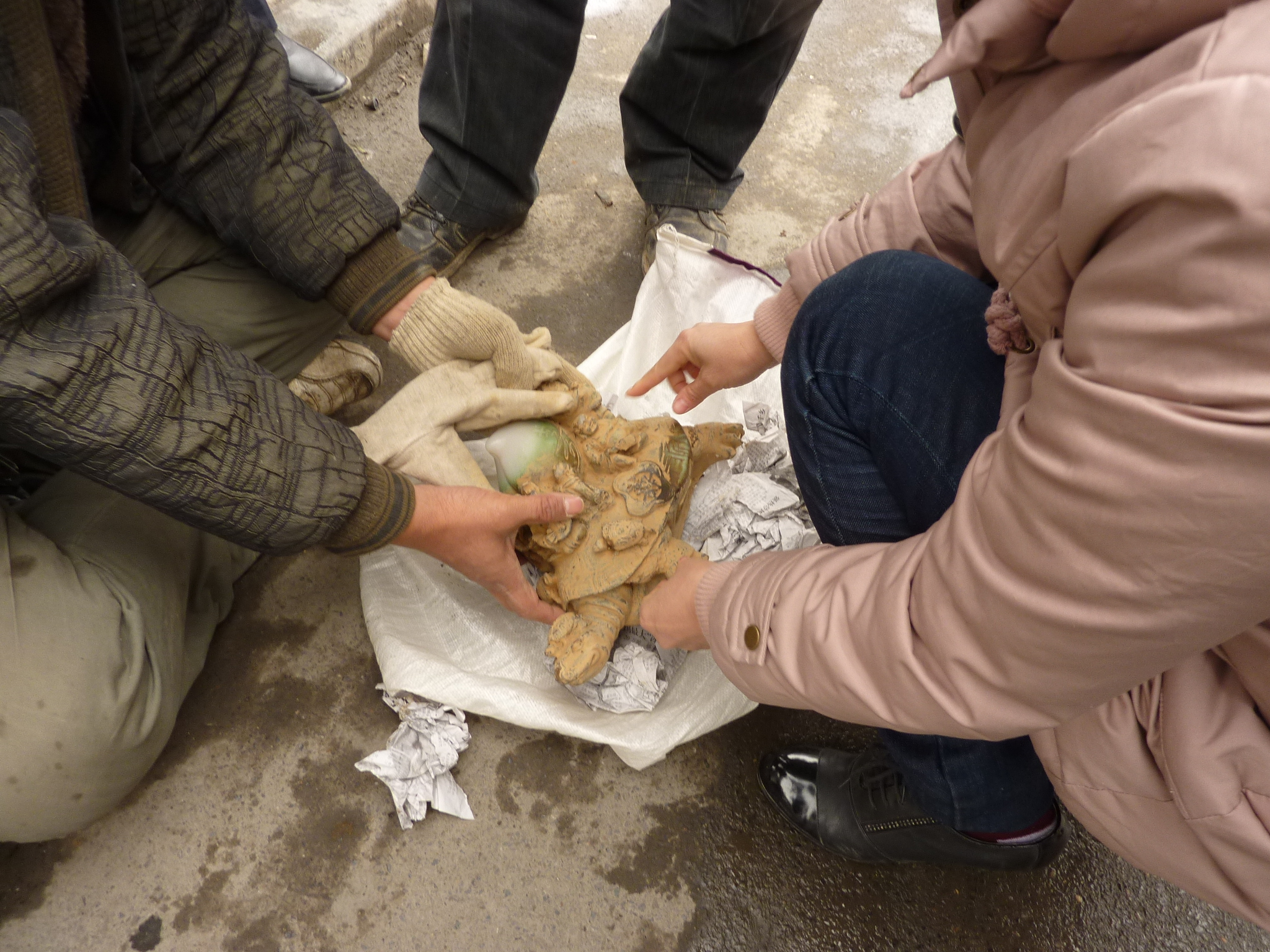
Постать черепахи з безсмертними на спині в руках вуличного ворожника (?) в Ухані

Згідно Ле-цзи, не тільки Нюйва ловила черепаху ат. Верховне Божество веліло морському богові Юйцяо у (кит. трад. 禺彊, спр. 禺强, піньїнь: Yuqiang) надіслати п'ятнадцять черепах ат, щоб позмінно підтримувати своїми головами і утримувати на місці п'ять гір, плаваючих в океані, на яких жили безсмертні. Але велетень з країни Лунбо (кит. трад. 龍 伯 之 國, спр. 龙 伯 之 国, піньїнь: Lóng Bó zhī Guó, буквально «Країна Князя Дракона»)зловив шістьох з них, і зніс їх додому, поворожити. В результаті дві гори — Дайюй (岱 輿) і Юаньцзян (員 嶠) — попливли на північ і потонули. Інші ж три гори-острова залишилися на плаву, підтримувані рештою черепахами. А в покарання за завданий велетнем збиток, Бог неабияк зменшив у розмірі і саму країну Лунбо, і її мешканців.

## Фразеологічні вирази

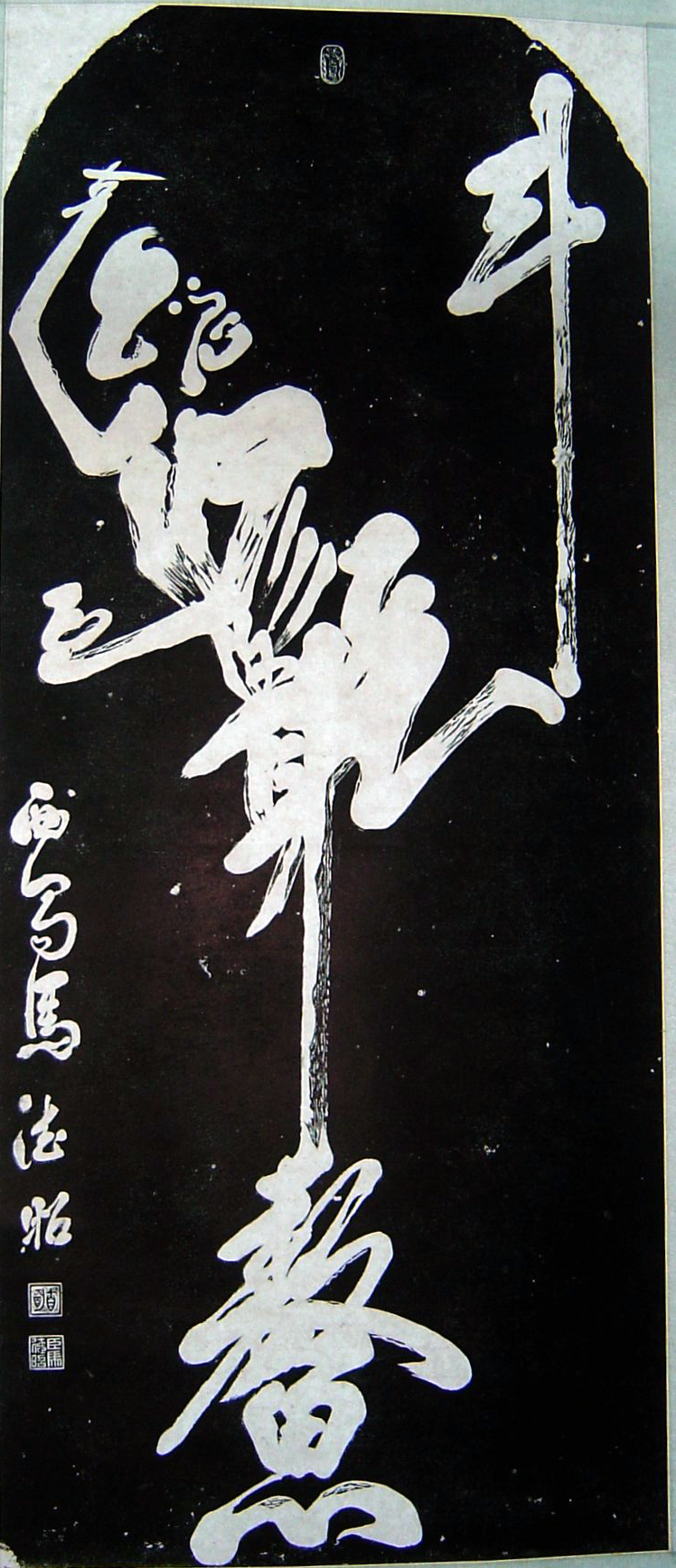
Бог Полярної зірки та іспитів Куй-син (Kui Xing) стоїть на голові ао (зображеної у вигляді ієрогліфа 鰲). Стела з музей Бейлін

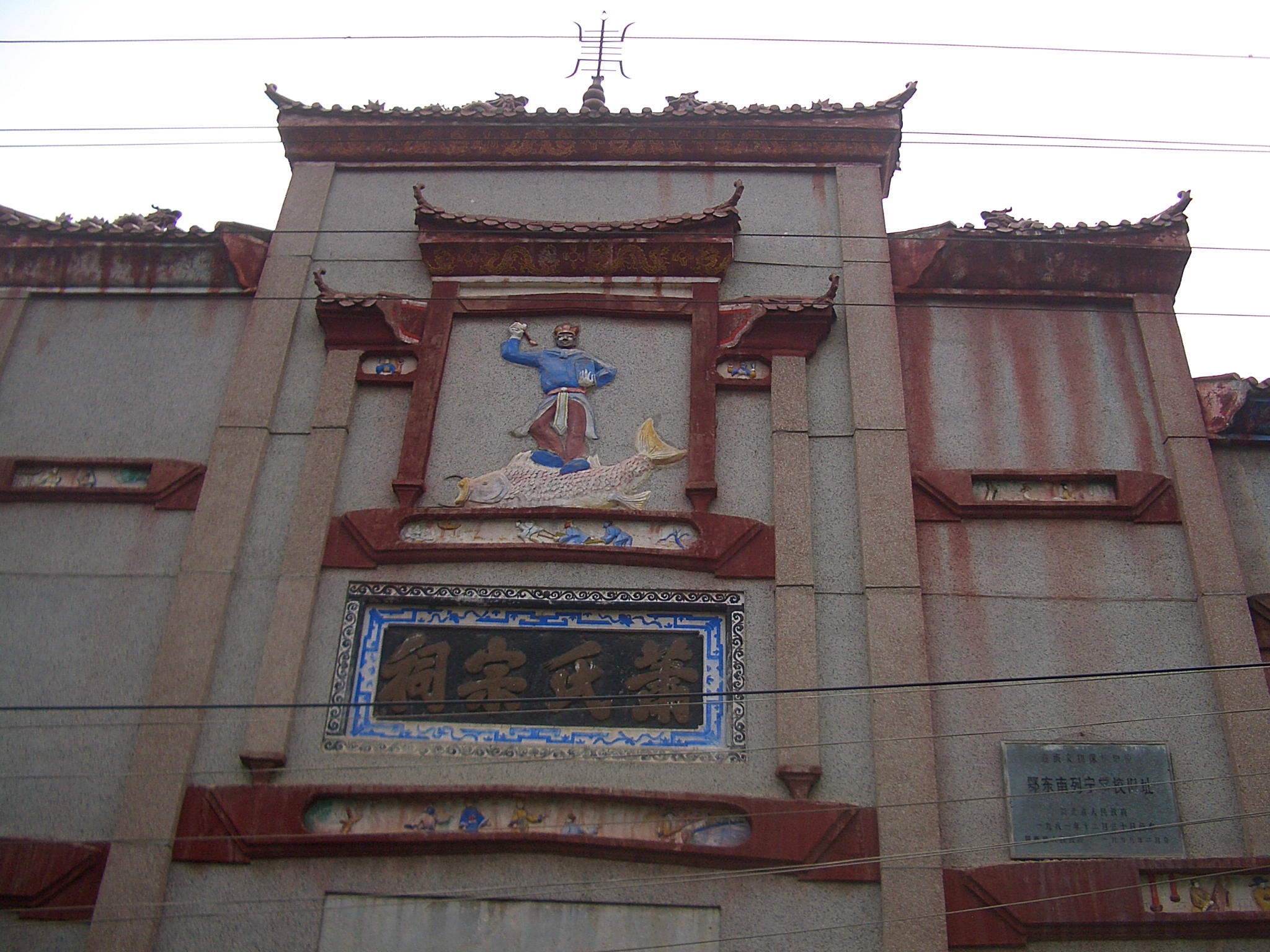
Куй-син з ополоником, що стоїть на ат, в даному випадку зображеної у вигляді риби. Сімейний храм клану Сяо (свого часу — Ленінська школа південно-східного Хубею), селище Сіньупу, повіт Янсінь, Хубей

В імперському Китаї про кандидата, що зайняло перше місце на державних іспитах говорили шанобливо, «схопив Ао за голову!» (占 鳌 头, Zhàn áo tóu) або «стоїть самотньо на голові Ао» (独占鳌头, Dú zhàn áo tóu).
Існує також китайська приказка, 鳌 鸣 鳖 应 (áo míng biē yīng): «Черепаха Ао подає голос, а мала черепаха відгукується» (鳖, biē — невелика м'якотіла черепаха китайський трионsкс), що описує взаєморозуміння, особливо між керівництвом і підлеглими.

## У монументальній скульптурі
Поширена думка, що образ ат сприяв виникненню звичаю встановлювати стели з текстами важливого змісту на кам'яних черепах.
У 2000-х роках в Лошаньському державному лісопарку (罗山 国家 森林) у м Чжаоюань (міський округ Яньтай провінції Шаньдун) була зведена «найбільша в Азії статуя ат». Скульптура має 15 м у висоту і 20 м в довжину. (Статуя в Google Maps: 37°27′36″ пн. ш. 120°28′22″ сх. д. / 37.46000° пн. ш. 120.47278° сх. д.)

## У топоніміці
Назви топографічних об'єктів, пов'язані з черепахами (в основному, «Гуйшань», тобто «Холм-черепаха») поширені по всьому Китаю. У приморських провінціях, проте, є і назви, безпосередньо що згадують ат.
Зокрема, в міському окрузі Веньчжоу (провінція Чжецзян) тече річка Аоцзян (鳌江, «ріка Ао»); стверджується, що назва походить від того, що під час високого припливу хвилі в її гирлі нібито нагадують гігантських черепах. У пониззі цієї річки, в повіті Пін'яо, знаходиться селище Аоцзян (zh). Однойменне селище є і в повіті Хуейлай міського округу Цзеян (провінція Гуандун).
У повіті Чжанпу міського округу Чжанчжоу (провінція Фуцзянь) є півострів Люао («Шість Ао»), названий так нібито за його рельєф. Там знаходяться руїни однойменної фортеці (zh) кінця XIV століття (епоха Хун'у). Адміністративно територія півострова становить селище Люао.